# Bojničky
Bojničky (bis 1927 slowakisch auch „Bojnička“; ungarisch Bajmócska) ist eine Gemeinde im Westen der Slowakei, mit 1421 Einwohnern (Stand 31. Dezember 2024), die zum Okres Hlohovec, einem Teil des Trnavský kraj gehört.

## Geographie
Die Gemeinde liegt im Donauhügelland im unteren Waagtal am Bach Jarčie, einem linken Zufluss von Waag, sechs Kilometer südlich von Hlohovec gelegen. Die letzten Ausläufer des Inowetz reichen in das Gemeindegebiet.

## Geschichte
Der Ort wurde zum ersten Mal 1113 in den Zoborer Urkunden als Boenza schriftlich erwähnt. Die Hauptbeschäftigung der Einwohner war und ist Landwirtschaft. Bojničky gehörte lange Zeit zum Herrschaftsgut von Burg (heute Schloss) im nahen Hlohovec.

## Bevölkerung
| Jahr                | 1994 | 2004    | 2014    | 2024    |
| ------------------- | ---- | ------- | ------- | ------- |
| Anzahl der Personen | 1202 | 1291    | 1369    | 1421    |
| Unterschied         |      | +7,40 % | +6,04 % | +3,79 % |

| Jahr                | 2023 | 2024    |
| ------------------- | ---- | ------- |
| Anzahl der Personen | 1431 | 1421    |
| Unterschied         |      | −0,69 % |

## Bauwerke
- römisch-katholische Elisabethkirche aus dem frühen 19. Jahrhundert
- im Jahr 2000 fertiggestelltes Kloster der Hl. Kyrill und Method (Kloster der Barmherzigen Schwestern vom Hl. Vinzenz)